# Daniel Muñoz de la Nava
Daniel Muñoz de la Nava (* 29. ledna 1982 Madrid) je španělský profesionální tenista. Ve své dosavadní kariéře nevyhrál na okruhu ATP World Tour žádný turnaj. Na challengerech ATP a okruhu ITF získal do května 2012 šest titulů ve dvouhře a dvacet jedna ve čtyřhře.
Na žebříčku ATP byl ve dvouhře nejvýše klasifikován v dubnu 2013 na 123. místě a ve čtyřhře pak v květnu 2011 na 94. místě. Trénuje ho Enrique Fernandez.

## Finále na challengerech ATP
| Legenda – tituly        |
| ----------------------- |
| Challengery (1 D; 14 Č) |

### Dvouhra: 5 (1–4)
| Stav      | Č. | Datum          | Turnaj    | Povrch | Soupeř ve finále | Výsledek      |
| --------- | -- | -------------- | --------- | ------ | ---------------- | ------------- |
| Finalista | 1. | 3. srpna 2008  | Temešvár  | antuka | Daniel Brands    | 4–6, 6–7(0–7) |
| Finalista | 2. | 12. dubna 2009 | Athény    | tvrdý  | Rui Machado      | 3–6, 6–7(4–7) |
| Finalista | 3. | 1. srpna 2010  | Cordenons | antuka | Steve Darcis     | 2–6, 4–6      |
| Vítěz     | 4. | 21. srpna 2011 | Cordenons | antuka | Nicolás Pastor   | 6–4, 2–6, 6–2 |
| Finalista | 5. | 23. října 2011 | Quito     | antuka | Sebastián Decoud | 3–6, 6–7(3–7) |

### Čtyřhra: 22 (14–8)

#### Vítěz
| Č.  | Datum             | Turnaj       | Povrch | Spoluhráč             | Soupeři ve finále                                    | Výsledek           |
| --- | ----------------- | ------------ | ------ | --------------------- | ---------------------------------------------------- | ------------------ |
| 1.  | 2. září 2007      | Čerkasy      | antuka | Santiago Ventura      | Sergej Bubka Alexandr Kudrjavcev                     | 6:2, 7:64          |
| 2.  | 26. března 2008   | Meknes       | antuka | Alberto Martín        | Michail Jelgin Jurij Ščukin                          | 6:4, 6:72, [10:6]  |
| 3.  | 6. dubna 2008     | Saint-Brieuc | antuka | Adrian Cruciat        | Xin-Yuan Yu Shao-Xuan Zeng                           | 4:6, 6:4, [10:8]   |
| 4.  | 11. května 2008   | Telde        | antuka | Daniel Gimeno Traver  | Miguel Ángel López Jaén José Antonio Sánchez-de Luna | 6:3, 6:1           |
| 5.  | 3. srpna 2008     | Temešvár     | antuka | Rubén Ramírez Hidalgo | Adrian Cruciat Florin Mergea                         | 6:3, 7:5           |
| 6.  | 7. září 2008      | Brašov       | antuka | David Marrero         | Carlos Poch-Gradin Pablo Santos                      | 6:4, 6:3           |
| 7.  | 4. července 2010  | Arad         | antuka | Sergio Pérez Pérez    | Franko Škugor Ivan Zovko                             | 6:4, 6:1           |
| 8.  | 25. července 2010 | Poznaň       | antuka | Rui Machado           | James Cerretani Adil Shamasdin                       | 6:2, 6:3           |
| 9.  | 12. září 2010     | Sevilla (1)  | antuka | Santiago Ventura      | Nikola Ćirić Guillermo Olaso                         | 6:2, 7:5           |
| 10. | 3. října 2010     | Neapol       | antuka | Simone Vagnozzi       | Andreas Haider-Maurer Bastian Knittel                | 1:6, 7:65, [10:6]  |
| 11. | 24. října 2010    | Santiago     | antuka | Rubén Ramírez Hidalgo | Nikola Ćirić Goran Tošić                             | 6:4, 6:2           |
| 12. | 15. května 2011   | Záhřeb       | antuka | Rubén Ramírez Hidalgo | Franko Škugor Mate Pavić                             | 6:2, 7:610         |
| 13. | 24. října 2011    | Sevilla (2)  | antuka | Rubén Ramírez Hidalgo | Gerard Granollers Adrián Menéndez-Maceiras           | 6:4, 6:74, [13:11] |
| 14. | 24. března 2012   | Marrákeš     | antuka | Martin Kližan         | Iñigo Cervantes-Huegun Federico Delbonis             | 6:3, 1:6, [12:10]  |